# Anna Joachimine Ahlefeldt
Anna Joachimine Ahlefeldt (født 5. maj 1717, død 15. februar 1795 i København) var dame de l'union parfaite, datter af gehejmeråd Hans Adolph Ahlefeldt.
Hun blev gift 25. august 1744 med Frederik Ludvig Danneskiold-Laurvig. Hun lod hovedbygningen på Skjoldenæsholm, som hun ejede efter mandens død 1762, opføre 1766.